# Lilla Namo
Namo Marouf, känd under artistnamnet Lilla Namo, född den 25 september 1988 i Kista församling, Stockholms län, är en svensk rappare, konstnär och civilingenjör inom samhällsbyggnad.

## Karriär inom musiken
Sommaren 2012 släppte Lilla Namo sin första singel, 'Haffa guzz'. Hennes musik har beskrivits som "electrodoftande hiphop". Hon har tidigare arbetat med artister som Timbuktu, Linnea Henriksson, Looptroop, Maskinen, Mack Beats, Mohammed Ali, Petter och Marcus Price.
2012 nominerades hon i kategorin "Årets hiphop/soul" vid 2013 års P3 Guldgala. Hon hade dessutom två Grammis nomineringar i årets textförfattare och nykompling.  
Hon medverkar på Petters låt 'King' från albumet Början på allt (2013) samt i låten 'Vandrar' från albumet Mitt folk (2015). 
2013 släpptes Lilla Namos debutalbum Tuggare utan gränser. Hon fick 2013 pris i kategorin "Årets nykomling" på 2014 års P3 Guldgala.
2018 släppte Lilla Namo epn BEEP BEEP tillsammans med Australienska producenten Swick. 2020 släpptes epn QUEENS som är producerad av Miki Asante.
Hon har blivit hyllad för sina texter och nyskapande sätt att skriva på svenska.

## Stadsplaneringsingenjör inom social hållbarhet
Vid sidan av musiken har hon studerat till ingenjör vid Kungliga Tekniska Högskolan. Sommaren 2014 tog Lilla Namo initiativ till att trycka t-shirts med texten "Peshmerga" till stöd för kurdiska miliser och drabbade av Islamiska statens våld. 2020 anställdes Namo Marouf på Ramboll som civilingenjör inom hållbar stadsplanering och design med social hållbarhet som specialitet.

## Diskografi

### Studioalbum
- 2013 – Tuggare utan gränser

### EP
- 2018 – BEEP BEEP
- 2020 – QUEENS

### Singlar
- 2014 – Ny bil
- 2014 – Min
- 2015 – We Are (med Iman)
- 2016 – Förlåt
- 2017 – Förlåt (Safari Sound & Adde Remix)
- 2017 – Håll käften (med Kaah)
- 2020 – GANGSTER